# Linthes
Linthes és un municipi francès, situat al departament del Marne i a la regió del Gran Est. L'any 2007 tenia 112 habitants.

## Demografia

### Població
El 2007 la població de fet de Linthes era de 112 persones. Hi havia 42 famílies, de les quals 8 eren unipersonals (8 dones vivint soles i 8 dones vivint soles), 19 parelles sense fills i 15 parelles amb fills.
La població ha evolucionat segons el següent gràfic:
Habitants censats

### Habitatges
El 2007 hi havia 54 habitatges, 44 eren l'habitatge principal de la família, 4 eren segones residències i 6 estaven desocupats. 52 eren cases i 2 eren apartaments. Dels 44 habitatges principals, 36 estaven ocupats pels seus propietaris, 6 estaven llogats i ocupats pels llogaters i 2 estaven cedits a títol gratuït; 3 tenien dues cambres, 2 en tenien tres, 8 en tenien quatre i 31 en tenien cinc o més. 43 habitatges disposaven pel capbaix d'una plaça de pàrquing. A 18 habitatges hi havia un automòbil i a 22 n'hi havia dos o més.

### Piràmide de població
La piràmide de població per edats i sexe el 2009 era:
| Homes | Edats   | Dones |
| ----- | ------- | ----- |
| 0     | 95 o +  | 0     |
| 0     | 90 a 94 | 0     |
| 0     | 85 a 89 | 0     |
| 0     | 80 a 84 | 0     |
| 4     | 75 a 79 | 8     |
| 0     | 70 a 74 | 0     |
| 4     | 65 a 69 | 8     |
| 0     | 60 a 64 | 0     |
| 0     | 55 a 59 | 0     |
| 0     | 50 a 54 | 4     |
| 12    | 45 a 49 | 4     |
| 12    | 40 a 44 | 8     |
| 0     | 35 a 39 | 4     |
| 0     | 30 a 34 | 0     |
| 4     | 25 a 29 | 0     |
| 4     | 20 a 24 | 4     |
| 16    | 15 a 19 | 8     |
| 4     | 10 a 14 | 4     |
| 4     | 5 a 9   | 0     |
| 0     | 0 a 4   | 0     |

## Economia
El 2007 la població en edat de treballar era de 79 persones, 60 eren actives i 19 eren inactives. De les 60 persones actives 55 estaven ocupades (30 homes i 25 dones) i 5 estaven aturades (2 homes i 3 dones). De les 19 persones inactives 6 estaven jubilades, 9 estaven estudiant i 4 estaven classificades com a «altres inactius».
Activitats econòmiques
Dels 9 establiments que hi havia el 2007, 1 era d'una empresa de fabricació d'altres productes industrials, 1 d'una empresa de construcció, 1 d'una empresa de comerç i reparació d'automòbils, 1 d'una empresa de transport, 3 d'empreses d'hostatgeria i restauració i 2 d'empreses de serveis.
Dels 3 establiments de servei als particulars que hi havia el 2009, 1 era una fusteria i 2 restaurants.
L'any 2000 a Linthes hi havia 14 explotacions agrícoles que ocupaven un total de 872 hectàrees.

## Poblacions més properes
El següent diagrama mostra les poblacions més properes.